# Chirodiscoides caviae
Chirodiscoides caviae är en spindeldjursart som beskrevs av Hirst 1917. Chirodiscoides caviae ingår i släktet Chirodiscoides och familjen Atopomelidae. Inga underarter finns listade i Catalogue of Life.